# 橘家圓蔵 (4代目)
4代目 橘家 圓蔵（たちばなや えんぞう、1864年 - 1922年2月8日）は、明治・大正期の落語家。本名∶松本 栄吉。北品川に住んでいたため、「品川の圓蔵」、「品川の師匠」と呼ばれた。

## 来歴
父は浅草向柳原で古着商を営んでいた。妻は元吉原の芸者で「富桔梗（ふうききょう）」という芸者屋を営んでいた。
1879年に15歳で父と、1883年に19歳で母と死別した。父の知人が営む人形芝居（西川力蔵の一座）で各地を修行するも大御難で嫌になり帰京した。6代目三遊亭圓生によると、足の役ばかりなので見切りをつけたという。
1887年6月、4代目三遊亭圓生に入門し、（三遊亭？）さん生を名乗る。1887年7月に八丁堀の寄席「朝田亭」で初高座を踏んだ。
1890年9月、二つ目に昇進し、4代目橘家圓蔵に改名。このころ師匠圓生の薫陶を受け鍛えられた。
1897年10月に真打に昇進する。
1905年、初代三遊亭圓左、4代目橘家圓喬、初代三遊亭圓右、3代目柳家小さんらとともに「第一次落語研究会」を始める。
1922年 横浜の寄席「新富亭」に出演中、気管支喘息を発症し休演後に死去。享年59。没後横浜の弘明寺に関係者らで碑が建てられた。
師匠の4代目圓生は、生前「圓生は品川（圓蔵）に継がせる。」と語っていたが、圓蔵は結局圓生を襲名せぬまま死去した。

## 芸風
立て板に水の能弁で、作家芥川龍之介は「この噺家は身体全体が舌だ。」と感嘆した。「嘘つき弥次郎」「首提灯」「蔵前駕籠」「お血脈」「反魂香」「釜どろ」「百川」「松山鏡」「廓の穴」「芝居の穴」「三人旅」などが得意ネタ。
地噺などを得意とした。弟子の6代目三遊亭圓生の話では、「山門」で石川五右衛門が欄干に足をかけて久吉を睨みつけるのを「その顔色ってのは、噺家が永代橋でシャッポを飛ばしたようなもんで。」と警句を飛ばし、その上手さとおかしさに客席を沸かせたという。

## 人物
弟子の6代目三遊亭圓生は以下のような証言を残している

## 一門弟子
門下（弟子）の育成には力を入れ3代目柳家小さんと並ぶほどだった。
- 5代目三遊亭圓生
- 6代目三遊亭圓生
- 5代目三遊亭圓窓 - 8代目桂文治門下に移籍
- 橘家圓三
- 三遊亭圓満 - 2代目三遊亭金馬門下から移籍
- 橘家圓満
- 三遊亭圓坊
- 橘家圓十郎
- 初代橘家蔵之助
- 橘家扇蔵
- 橘家扇三
- 初代橘家小圓蔵 - 2代目談洲楼燕枝門下に移籍
- 三遊亭圓玉 - 木村武之祐門下から移籍
- 橘家若蔵
- 橘家米蔵 - 初代三遊亭小圓遊門下から移籍
- 橘家花圓蔵 - 8代目桂文治門下に移籍
- 高砂家鶴亀 - 4代目春風亭柳枝に移籍
- 橘家咲蔵 - 7代目翁家さん馬門下に移籍
- 橘家圓弥 - 5代目橘家圓太郎門下に移籍
- 橘家吉蔵 - 移籍
- 橘家圓六
- 橘家花圓蔵 - 5代目三遊亭圓生門下に移籍
- 橘家稲蔵 - 4代目古今亭志ん生門下に移籍
- 日本太郎
- 3代目三遊亭小圓朝 - 2代目三遊亭小圓朝門下から移籍
- 3代目三遊亭圓遊
- 橘家二三蔵 - 3代目柳家小さん門下へ移籍

### 色物
- 源一馬 - 剣舞
- 三遊亭桃生 - 4代目三遊亭圓生門下から移籍

### 廃業
- 橘家鶴蔵